# Charézier
Charézier ist eine französische Gemeinde im Département Jura in der Region Bourgogne-Franche-Comté.

## Geographie
Charézier liegt auf 480 m, etwa 15 Kilometer ostsüdöstlich der Stadt Lons-le-Saunier (Luftlinie). Das Bauerndorf erstreckt sich im Jura, in der Senke der Combe d’Ain, auf einem Plateau zwischen dem Flusslauf des Ain im Westen und demjenigen der Sirène im Osten.
Die Fläche des 9,26 km² großen Gemeindegebiets umfasst einen Abschnitt des französischen Juras. Die westliche Grenze verläuft meist entlang dem Ain, der hier in einer breiten flachen Talaue von Norden nach Süden fließt und nordwestlich des Dorfes durch ein Wehr zur Stromerzeugung aufgestaut wird. In Teilbereichen folgt die Grenze den Altwasserläufen des Ain. Vom Flusslauf erstreckt sich das Gemeindeareal ostwärts über die Ebene der Combe d’Ain (durchschnittlich auf 460 m) und das angrenzende Plateau von Charézier, das von der Sirène entwässert wird. Die südliche Grenze bildet der Drouvenant, ein linker Zufluss des Ain. Im Norden gehören die beiden aus der Ebene der Combe d’Ain aufragenden Hügel Mont Saint-Sorlin (588 m) und Mont de Gourdaine (584 m) zur Gemeinde. In einem schmalen Streifen erstreckt sich das Gemeindeareal ostwärts auf das bewaldete Plateau von Champagnole. Hier wird im Bois de l'Ermitage mit 609 m die höchste Erhebung von Charézier erreicht.
Zu Charézier gehören die Ortschaft Liefnans (470 m) in der Combe d’Ain am Südfuß des Mont Saint-Sorlin sowie einige Einzelhöfe. Nachbargemeinden von Charézier sind Châtillon und Charcier im Norden, Uxelles im Osten, Vertamboz und Patornay im Süden sowie Mesnois und Blye im Westen.

## Geschichte
Das Gemeindegebiet von Charézier war bereits in gallorömischer Zeit besiedelt. Damals verlief hier ein Straßenkreuz, das von einer Militärstation auf dem Mont Saint-Sorlin überwacht wurde.
Erstmals urkundlich erwähnt wird Charézier im 12. Jahrhundert unter dem Namen Carisie. Im Lauf der Zeit wandelte sich die Schreibweise über Charisie und Charezia zum heutigen Charézier. Die Etymologie des Ortsnamens ist nicht eindeutig geklärt. Hier befand sich das Kloster Saint-Saturnin, im Volksmund Saint-Sorlin genannt, das im 12. Jahrhundert vorübergehend die Reliquien des heiligen Claudius, ehemaliger Abt von Saint-Claude beherbergte.
Das Dorf Saint-Sorlin, das sich beim Kloster entwickelt hatte, bildete seit dem Mittelalter den Mittelpunkt einer bedeutenden Herrschaft, die von der Herrschaft Clairvaux abgetrennt worden war. Zu Beginn des 14. Jahrhunderts wurde auf dem Mont Saint-Sorlin eine Burg erbaut, welche den Herren von La Baume hauptsächlich als Sommerresidenz diente. Im 15. Jahrhundert wurden das Schloss und das Dorf von Truppen des Königs Ludwig XI. zerstört. In der Folge entwickelte sich der Weiler Charézier zur wichtigsten Ortschaft der näheren Umgebung und wurde Sitz des Vogtes. Zusammen mit der Franche-Comté gelangte das Dorf mit dem Frieden von Nimwegen 1678 an Frankreich. Nachdem das Schiff der Pfarrkirche Saint-Sorlin im Jahr 1750 eingestürzt war, wurde die Pfarrei ins Nachbardorf Charcier verlegt. Zu einer Gebietsveränderung kam es 1822, als das vorher selbständige Liefnans nach Charézier eingemeindet wurde.

## Sehenswürdigkeiten
Von der ehemaligen Kirche von Saint-Sorlin ist der Chorraum aus dem 13. Jahrhundert erhalten, der 1834 in eine Kapelle umgewandelt wurde. In Liefnans befindet sich die Kapelle Saint-Sauveur, die ebenfalls im 13. Jahrhundert erbaut wurde. Von 1830 stammt die Kapelle Saint-Antoine in Charézier. Auf dem Mont Saint-Sorlin sind die Ruinen der von 1301 bis 1312 erbauten mittelalterlichen Burg erhalten. Die Schanzenanlagen auf dem Mont de Gourdaine wurden im 15. Jahrhundert errichtet. 

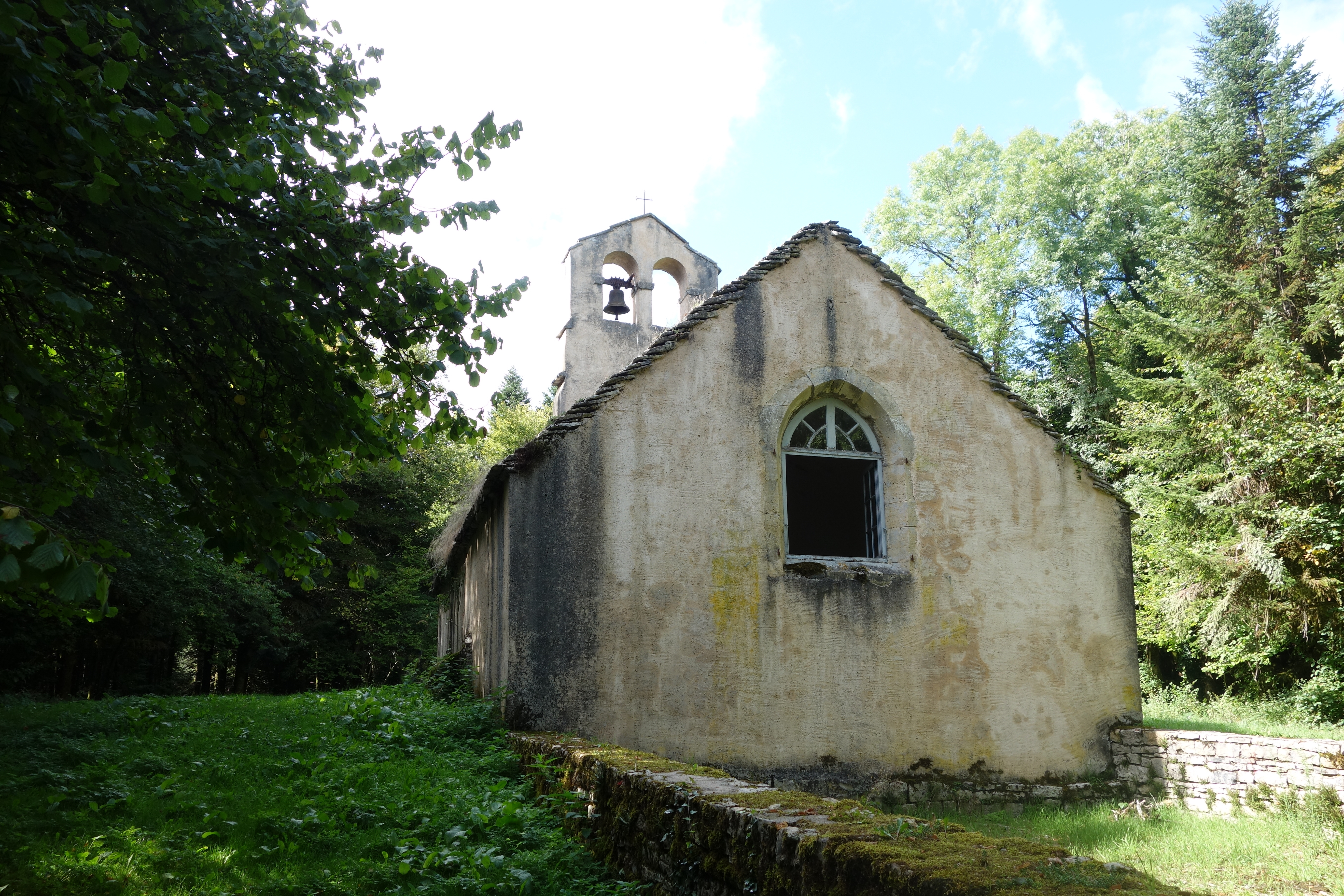
Eremitage Saint-Sorlin
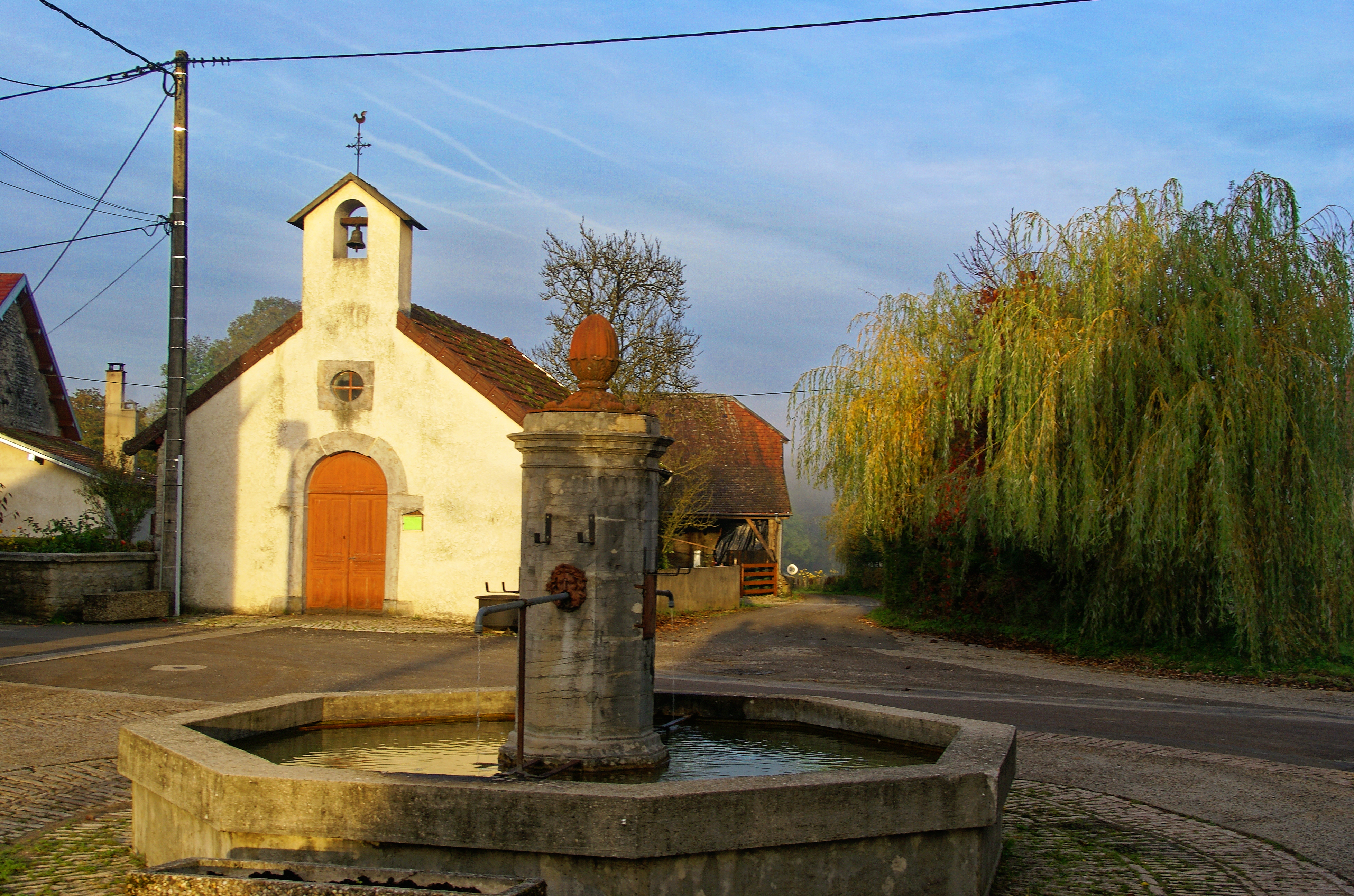
Kapelle Saint-Antoine
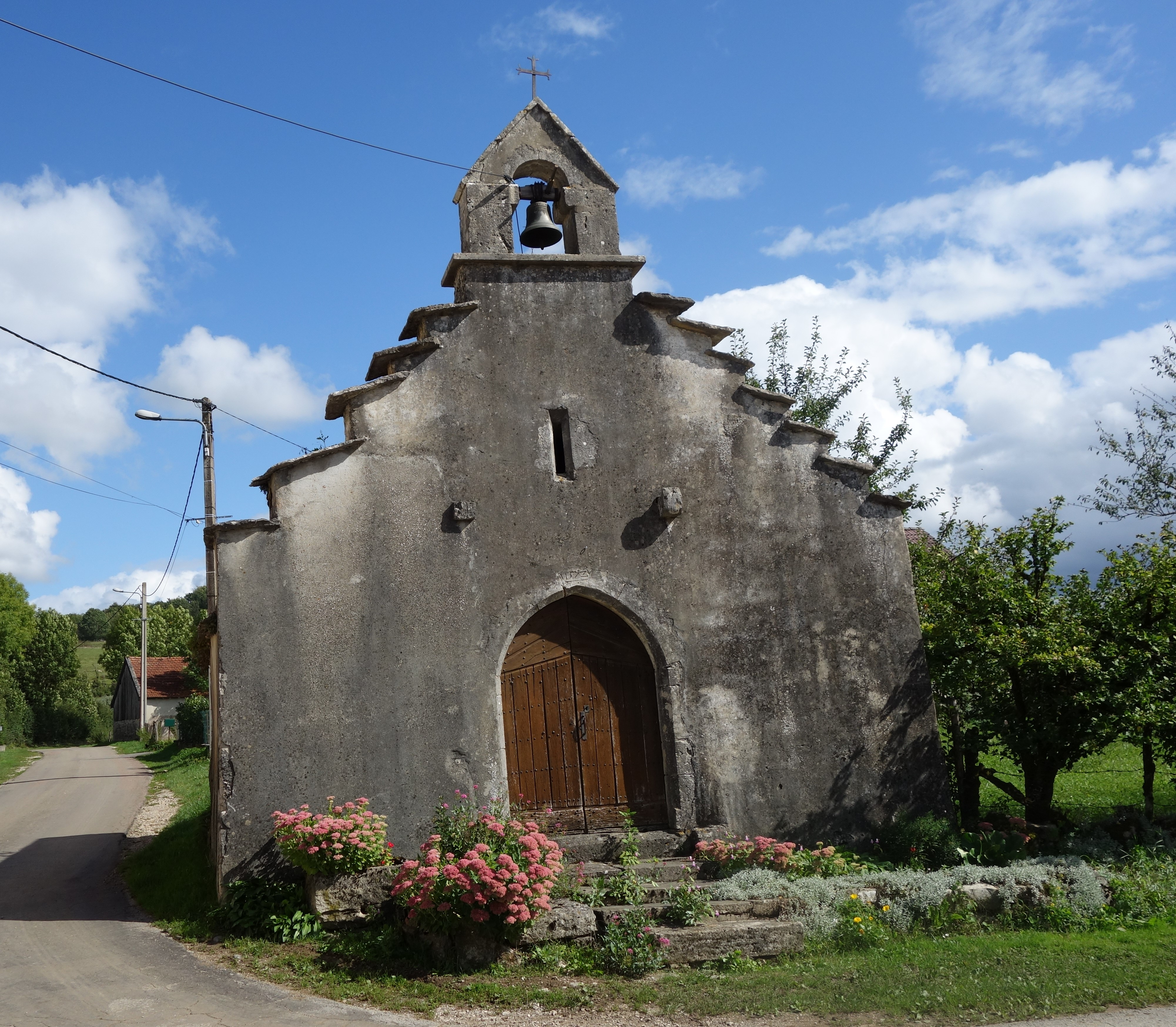
Kapelle Saint-Sauveur
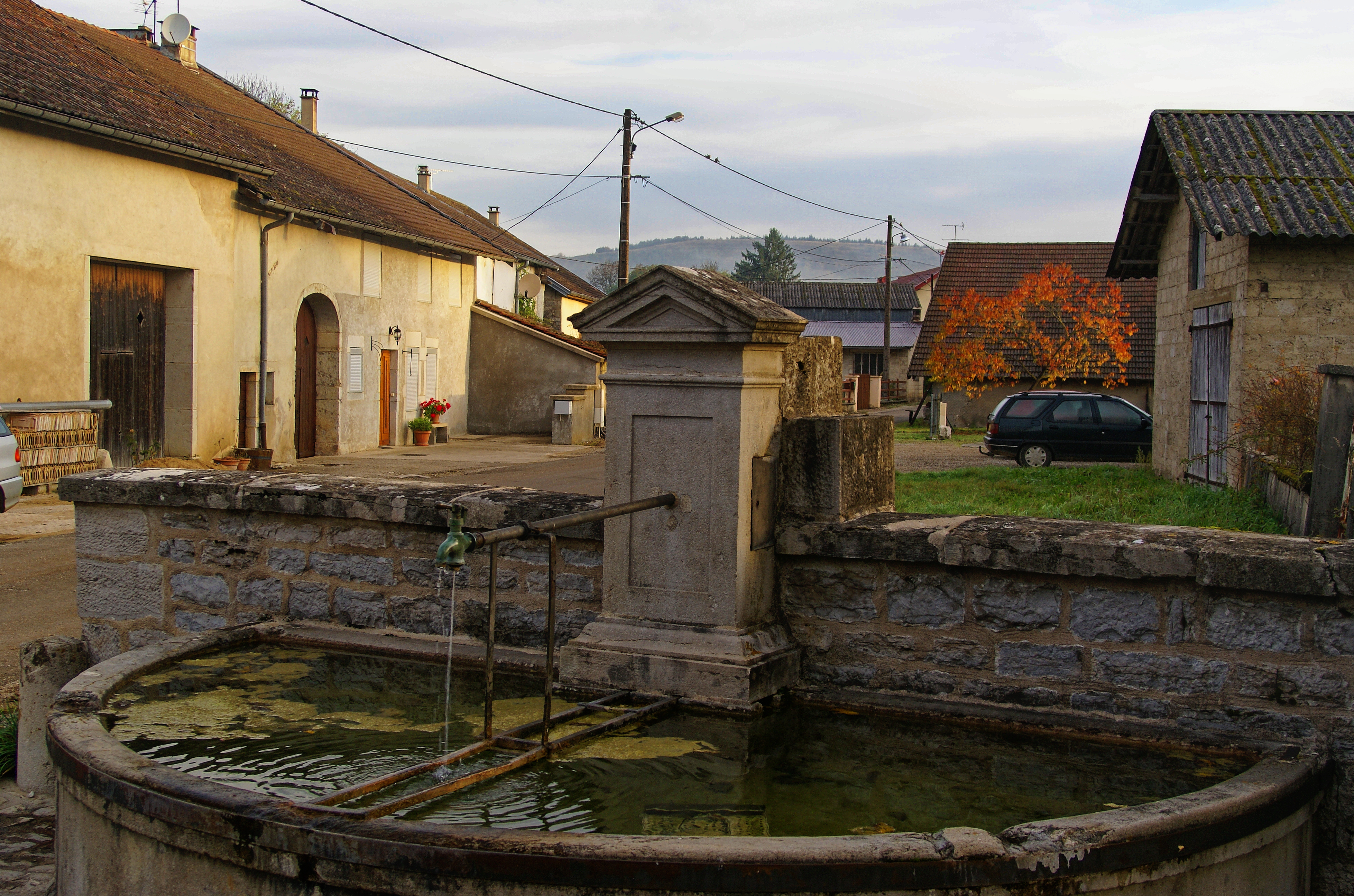
Alter Brunnen in der Rue du Vieux Lavoir

## Bevölkerung
| Jahr                       | 1962 | 1968 | 1975 | 1982 | 1990 | 1999 | 2006 | 2019 |
| Einwohner                  | 141  | 140  | 110  | 104  | 116  | 139  | 146  | 178  |
| Quellen: Cassini und INSEE |      |      |      |      |      |      |      |      |

Mit 169 Einwohnern (Stand 1. Januar 2022) gehört Charézier zu den kleinen Gemeinden des Départements Jura. Nachdem die Einwohnerzahl in der ersten Hälfte des 20. Jahrhunderts deutlich abgenommen hatte (1881 wurden noch 242 Personen gezählt), wurden seit Beginn der 1960er Jahre nur noch geringe Schwankungen verzeichnet.

## Wirtschaft und Infrastruktur
Charézier war bis weit ins 20. Jahrhundert hinein ein vorwiegend durch die Landwirtschaft geprägtes Dorf. Daneben gibt es heute einige Betriebe des lokalen Kleingewerbes. Viele Erwerbstätige sind auch Wegpendler, die in den größeren Ortschaften der Umgebung ihrer Arbeit nachgehen.
Die Ortschaft liegt abseits der größeren Durchgangsstraßen an einer Departementsstraße, die von Clairvaux-les-Lacs nach Doucier führt. Weitere Straßenverbindungen bestehen mit Liefnans und Vertamboz.